# Coloradoa submissa
Coloradoa submissa är en insektsart. Coloradoa submissa ingår i släktet Coloradoa och familjen långrörsbladlöss. Inga underarter finns listade i Catalogue of Life.